# Exarcado apostólico sirio de Venezuela
El exarcado apostólico sirio de Venezuela (en latín: Exarchatus Apostolicus pro fidelibus ritus Antiocheni Syrorum in Venetiola) es una circunscripción eclesiástica de la Iglesia católica en Venezuela. Se trata de un exarcado apostólico sirio, inmediatamente sujeto a la Santa Sede. Desde el 1 de marzo de 2011 el exarca apostólico es el obispo Hikmat Beylouni.

## Territorio y organización
El exarcado apostólico tiene 916 445 km² y extiende su jurisdicción sobre los fieles católicos de rito antioqueno sirio residentes en Venezuela. 
La sede del exarcado apostólico se encuentra en la ciudad de Maracay, en donde se halla la Catedral de Nuestra Señora de la Asunción
En 2021 en el exarcado apostólico existían 2 parroquias:
- Asunción de la Virgen María (Maracay);
- Nuestra Señora del Amparo (Puerto La Cruz);
- San Jorge (Barquisimeto);
- Parroquia de Caracas.

## Historia
El exarcado apostólico fue erigido el 22 de junio de 2001 mediante la bula Ecclesiales communitates del papa Juan Pablo II.

Itaque, postquam hac de re Beatissimum Ignatium Petrum Adbel-Ahad, Patriarcham Antiochenum Syrorum, cum Synodo Episcoporum eiusdem Ecclesiae, itemque Episcoporum Venetiolae Conferentiae Praesidem atque Legatum Pontificium cuius interest, necnon Venerabilem Fratrem Nostrum Ignatium Moussa S.R.E. Cardinalem Daoud, Congregationis pro Ecclesiis Orientalibus Praefectum, audivimus, iudicavimus opportunum in Natione quam supra diximus novum Exarchatum Apostolicum condere. Quapropter Apostolica Nostra de auctoritate novum Exarchatum Apostolicum pro fidelibus ritus Antiocheni Syrorum in Venetiola constituimus atque congruenter erigimus.

## Estadísticas
Según el Anuario Pontificio 2022 el exarcado apostólico tenía a fines de 2021 un total de 9000 fieles bautizados.
| Año                                                                             | Población            | Población | Población      | Sacerdotes | Sacerdotes    | Sacerdotes    | Bautizados por sacerdote | Diáconos permanentes | Religiosos | Religiosos | Parroquias |
| Año                                                                             | Bautizados católicos | Total     | % de católicos | Total      | Clero secular | Clero regular | Bautizados por sacerdote | Diáconos permanentes | Varones    | Mujeres    | Parroquias |
| ------------------------------------------------------------------------------- | -------------------- | --------- | -------------- | ---------- | ------------- | ------------- | ------------------------ | -------------------- | ---------- | ---------- | ---------- |
| 2009                                                                            | 5000                 | ?         | ?              | 5          | 5             |               | 1000                     | 1                    |            |            | 11         |
| 2010                                                                            | 5080                 | ?         | ?              | 5          | 5             |               | 1016                     | 2                    |            |            | 6          |
| 2013                                                                            | 20 300               | ?         | ?              | 5          | 5             |               | 4060                     |                      |            |            | 4          |
| 2016                                                                            | 20 000               | ?         | ?              | 3          | 3             |               | 6666                     |                      |            |            | 3          |
| 2019                                                                            | 12 000               |           |                | 2          | 2             |               | 6000                     | 2                    |            |            | 3          |
| 2021                                                                            | 9000                 |           |                |            |               |               |                          |                      |            |            | 2          |
| Fuente: Catholic-Hierarchy, que a su vez toma los datos del Anuario Pontificio. |                      |           |                |            |               |               |                          |                      |            |            |            |

## Episcopologio
- Denys Antoine Chahda (28 de junio de 2001-13 de septiembre de 2001 nombrado archieparca de Alepo de los sirios)
- Iwannis Louis Awad (17 de mayo de 2003-1 de marzo de 2011 retirado)
- Hikmat Beylouni, desde el 1 de marzo de 2011[3]